# Naturschutzgebiet Mastberg und Weißenstein

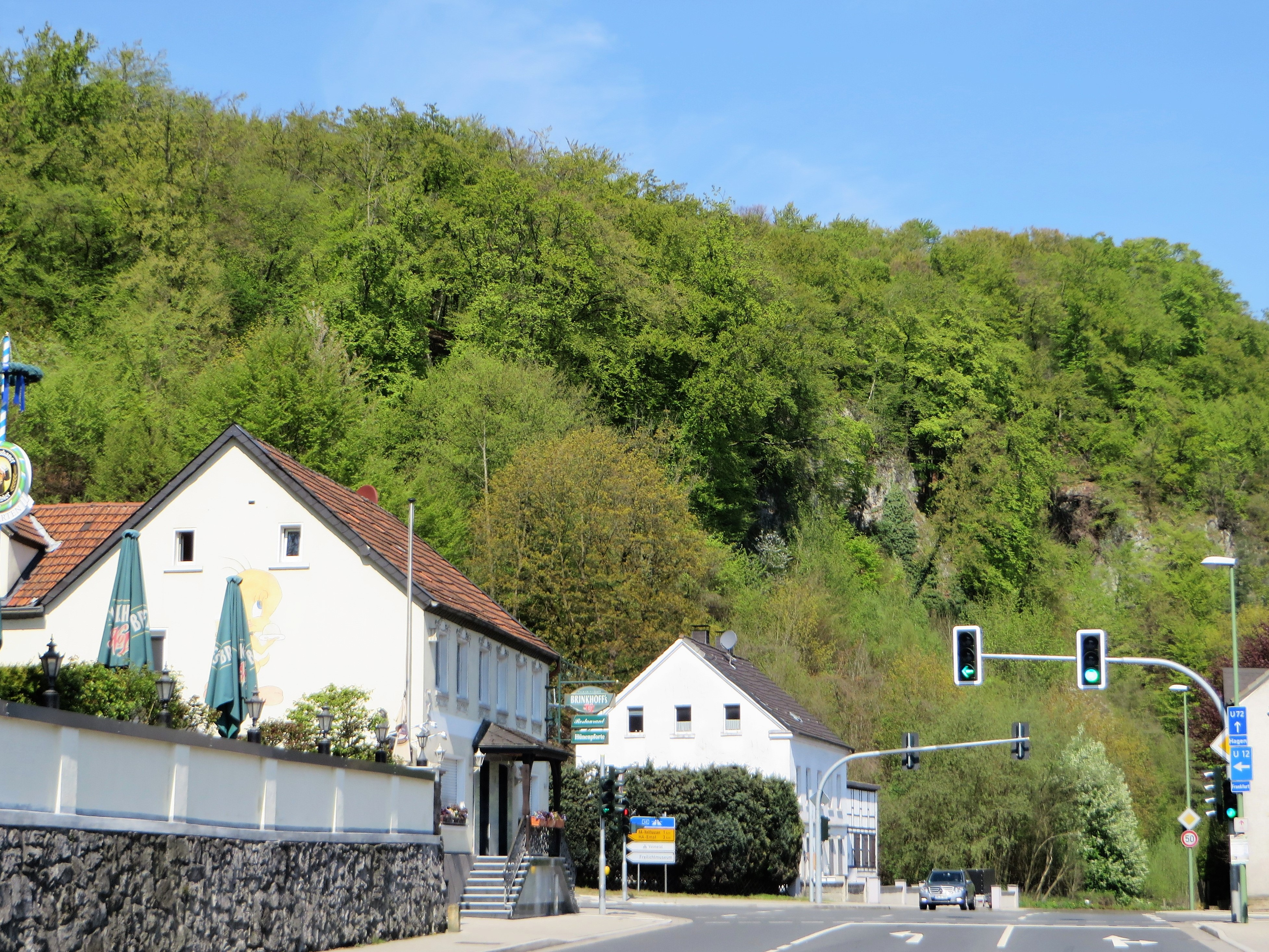
Das Naturschutzgebiet Mastberg und Weißenstein (2016)

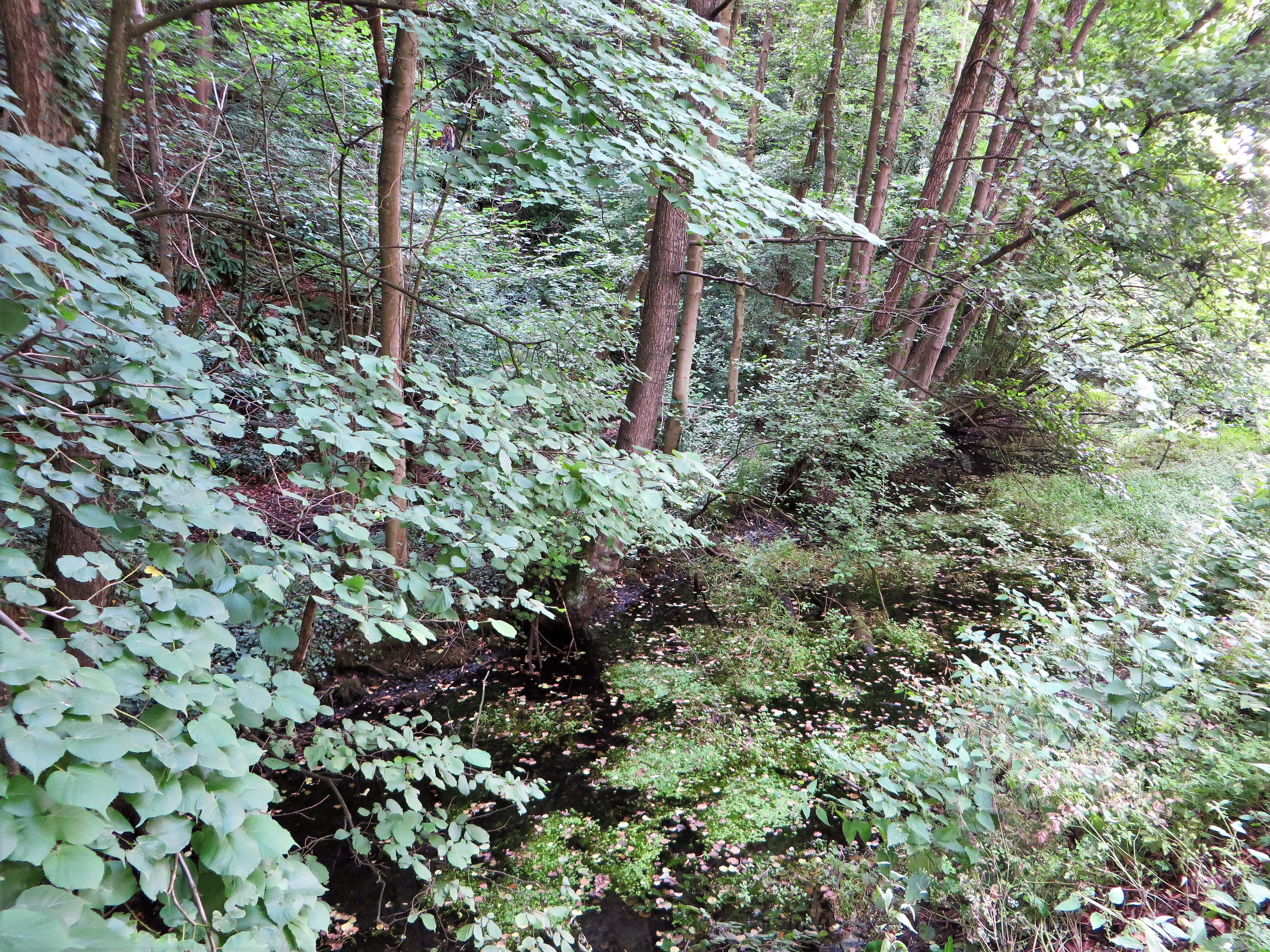
Barmer Teich am Weißenstein

Das Naturschutzgebiet Mastberg und Weißenstein mit einer Flächengröße von 88,13 ha und unter der Kennung HA-002 befindet sich auf dem Gebiet der kreisfreien Stadt Hagen in Nordrhein-Westfalen. Das Naturschutzgebiet (NSG) liegt im Hagener Stadtteil Holthausen. Das NSG wurde 1994 mit dem Landschaftsplan der Stadt Hagen vom Stadtrat von Hagen ausgewiesen. Im Nordwesten grenzt direkt das Naturschutzgebiet Temporärer Mastberg mit 18,20 ha an. Dieser Bereich des Mastberges wurde nur temporär bzw. vorübergehend ausgewiesen, weil geplant war diesen Bereich des Berges durch den westlich angrenzenden Steinbruch Donnerkuhle von der Firma Rheinkalk abbauen zu lassen. Im Osten grenzt das NSG direkt an die B 7. Im Süden grenzt die L 693 an. Südlich der L 693 liegen direkt das Naturschutzgebiet Lange Bäume und das Naturschutzgebiet Hünenpforte. Das Naturschutzgebiet Hünenpforte liegt auch am Lennesteilhang. Am Lennesteilhang liegt etwas weiter südlich das Naturschutzgebiet Raffenberg. Das NSG gehört mit den aufgeführten Naturschutzgebieten zum FFH-Gebiet Kalkbuchenwälder bei Hohenlimburg (DE 4611-301).

## Gebietsbeschreibung
Das NSG umfasst die bewaldeten Kalkkuppen des etwa 70 Meter hoch aufragenden Weissensteins und des Mastberges sowie extensiv bewirtschaftetes Grünland. Es handelt sich um den größten zusammenhängenden Laubwaldkomplex im Raum Hagen mit Resten von Halbtrockenrasen. Am Fuße Weissenstein ist überwiegend mit älterem, straucharmem Buchenwald bestockt. Dieser Buchenwald ist aus einem durchgewachsenen Niederwald entstanden. An den steilen Ost- und Süd-Hängen treten Felsen offen zu Tage. Auch verbuschte oder licht bewaldete Felsblockhalden sind hier zu finden. Im NSG verstreut gibt es auch Fichtenforstparzellen. Das NSG gehört zu den botanisch artenreichsten und vielfältigsten Gebieten Hagens. Im Orchideen-Kalk-Buchenwald stehen zahlreiche Orchideen. Teile des NSG sind gesetzlich geschütztes Biotop nach § 30 BNatSchG.

## Bedeutung
Das NSG wurde wegen der besonderen Eigenart und der hervorragenden Schönheit der hoch über der Lenneaue aufragenden Kalkkuppen "Weißenstein" und "Mastberg" und aus wissenschaftlichen und erdgeschichtlichen Gründen, wegen der überregionalen geologischen Bedeutung der Karstquelle am Fuße des Weißenstein sowie mehrerer, kleiner geologisch z. T. interessanter Höhlen (z. B. Mastberger Sandloch, Blätterhöhle) als Naturschutzgebiet ausgewiesen. Schutzziel ist die Erhaltung und Wiederherstellung von Lebensgemeinschaften oder Lebensstätten bestimmter wildlebender Pflanzen- und wildlebender Tierarten am Mastberg und am Weißenstein sowie überregional bedeutsamer Biotope seltener und gefährdeter sowie landschaftsraumtypischer wildlebender Pflanzen- und wildlebender Tierarten.

## Verbote und Gebote im NSG
Im NSG ist das Klettern an den Felsen und das Betreten der Felsköpfe Verboten. Für das NSG wurden eine Reihe spezieller Gebote erlassen. Zu den Geboten gehört die Erhöhung des Umtriebsalters (Alter in dem Bäume gefällt werden) der Buchenwälder auf mindestens 160 Jahre; Eine Vernetzung der Waldkomplexe "Weißenstein" und "Am Tüßfeld" durch Neuanpflanzung bzw. Ergänzung von Hecken; Schaffung eines naturnahen Waldrandes bei "Weißenstein" und "Am Tüßfeld"; Durchführung einer Niederwaldwirtschaft auf dafür geeigneten Flächen; Vernetzung der Waldkomplexe durch Erstaufforstung; Bekämpfung von Neophyten; naturnahe Entwicklung von Waldrändern und Einleitung der Sukzession auf einer städtischen Ackerbrache zwischen Mastberg und Weißenstein durch dauerhafte Einstellung der landwirtschaftlichen Nutzung zur Biotopvernetzung.